# Дронов, Евгений Анатольевич
Евгений Анатольевич Дронов (род. 20 октября 1947, Тула) — генеральный директор акционерного общества «Акционерная Компания «Туламашзавод», Тульская область. Герой Труда Российской Федерации (2018).

## Биография
Евгений Анатольевич Дронов родился 20 октября 1947 года в городе Туле. В 1971 году окончил машиностроительный факультет Тульского политехнического института по специальности «Полигонные установки». Кандидат экономических наук, доцент, автор 30 авторских свидетельств на изобретения.
До 1982 года работал на Тульском оружейном заводе мастером, старшим мастером, заместителем начальника цеха, начальником цеха. С 1982 года — на Тульском машиностроительном заводе им. В. М. Рябикова, ныне Производственное Объединение «ТУЛАМАШЗАВОД». На предприятии прошел путь от начальника цеха до генерального директора (с 27 апреля 2002 года по настоящее время).
Лауреат Государственной премии России в области науки и техники, премии Правительства РФ в области науки и техники, дважды лауреат премии им. С. И. Мосина; кавалер орденов Почета (2008), Дружбы народов (1989); обладатель званий «Заслуженный машиностроитель РФ» (1994), «Почетный работник промышленности вооружений», почетный гражданин города-героя Тулы (2009) и Тульской области (2011).
За особые трудовые заслуги перед государством и народом генеральному директору акционерного общества "АК «Туламашзавод» Дронову присвоено звание Героя Труда Российской Федерации (Указ Президента РФ № 169 от 23 апреля 2018 года). Дронов стал первым жителем Тульской области, удостоенным этого звания.
23 февраля 2024 года включён в блокирующий санкционный список США как директор Туламашзавода который «производит оружие, боеприпасы и сопутствующее оборудование для российского оборонного сектора с целью поддержки его незаконной войны против Украины». Ранее Дронов был включён в санкционный список Украины.

## Награды

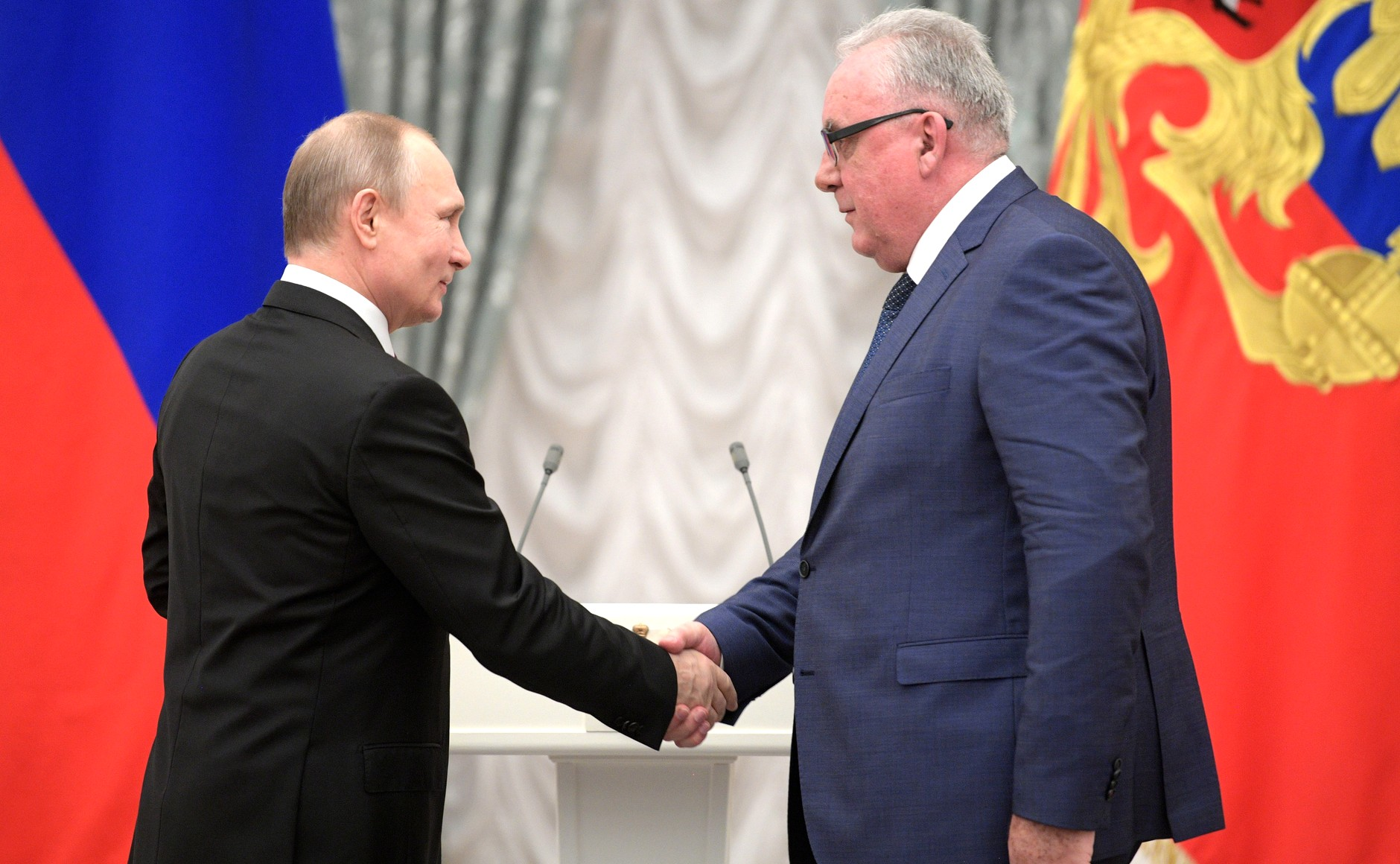
На церемонии вручения Золотой звезды Героя Труда. Москва, Кремль,
25 апреля 2018 года

- Герой Труда Российской Федерации (медаль № 30[5], 23 апреля 2018 года) — за особые трудовые заслуги перед государством и народом[1]
- Орден Почёта (1 ноября 2008 года) — за достигнутые трудовые успехи и многолетнюю добросовестную работу[6]
- Орден Дружбы Народов (1989 год)[7]
- Юбилейная медаль «300 лет Российскому флоту» (1996 год)[8].
- Почётное звание «Заслуженный машиностроитель Российской Федерации» (21 июня 1994 года) — за достигнутые трудовые успехи и многолетнюю работу в акционерной компании «Туламашзавод»[9]
- Почётная грамота Правительства Российской Федерации (19 сентября 2012 года) — за большой вклад в социально-экономическое развитие Тульской области и многолетний добросовестный труд[10]
- Государственная премия Российской Федерации 1996 года в области науки и техники (18 июня 1996 года) — за создание и серийное освоение универсального ряда электроприводов и комплексных систем управления пошивом для всех видов швейного оборудования, применяемого в легкой промышленности России[11]
- Премия Правительства Российской Федерации 1999 года в области науки и техники (29 февраля 2000 года) — за разработку, освоение и внедрение унифицированной гаммы нефтегазового оборудования с повышенными техническими параметрами и экологической безопасностью[12]
- Почётное звание «Почётный гражданин Тульской области» (29 декабря 2011 года) — за выдающиеся заслуги перед Российской Федерацией и Тульской областью, высокий личный авторитет, многолетний добросовестный труд, большой личный вклад в социально-экономическое развитие Тульской области[13]
- Серебряная медаль «За особый вклад в развитие Тульской области» (6 мая 2014 года) — за достижение значимых результатов в государственной и общественной сферах деятельности, большой вклад в социально-экономическое развитие Тульской области[14]
- Медаль «За выдающиеся достижения в создании оборонной техники» (19 сентября 2013 года) — за выдающиеся заслуги перед Российской Федерацией и Тульской областью, высокий личный авторитет, многолетний добросовестный труд, большой личный вклад в развитие оборонно-промышленного комплекса Российской Федерации[15]
- Почётное звание «Почетный гражданин города-героя Тулы» (26 августа 2009 года) — за развитие отечественного машиностроения, социальной сферы, спорта, благотворительную деятельность[16]
- Почётная Грамота Тульской областной Думы (18 октября 2007 года) — за многолетний добросовестный труд, большой личный вклад в развитие отечественного машиностроения и в связи с 60-летием со дня[17]
- Орден святого благоверного князя Даниила Московского III степени (РПЦ, 2004 год) — за внимание к трудам в деле возведения Свято- Владимирского храма[18]
- Орден преподобного Серафима Саровского III степени (РПЦ, 2009 год)[8]
- Почётное звание «Почетный работник промышленности вооружений» (2002 год)[8]